# 五十烷
正五十烷是含50個碳原子的直鏈烷烴，化學式C50H102，外觀為無色蠟狀固體。其衍生物五十烷醇見於多種植物，以及植物激素的。
它可以在1,10-二溴癸烷和钠反应后，加氢生成，此反应还会同时产生二十烷、三十烷等产物。